# Endolymfatische zak

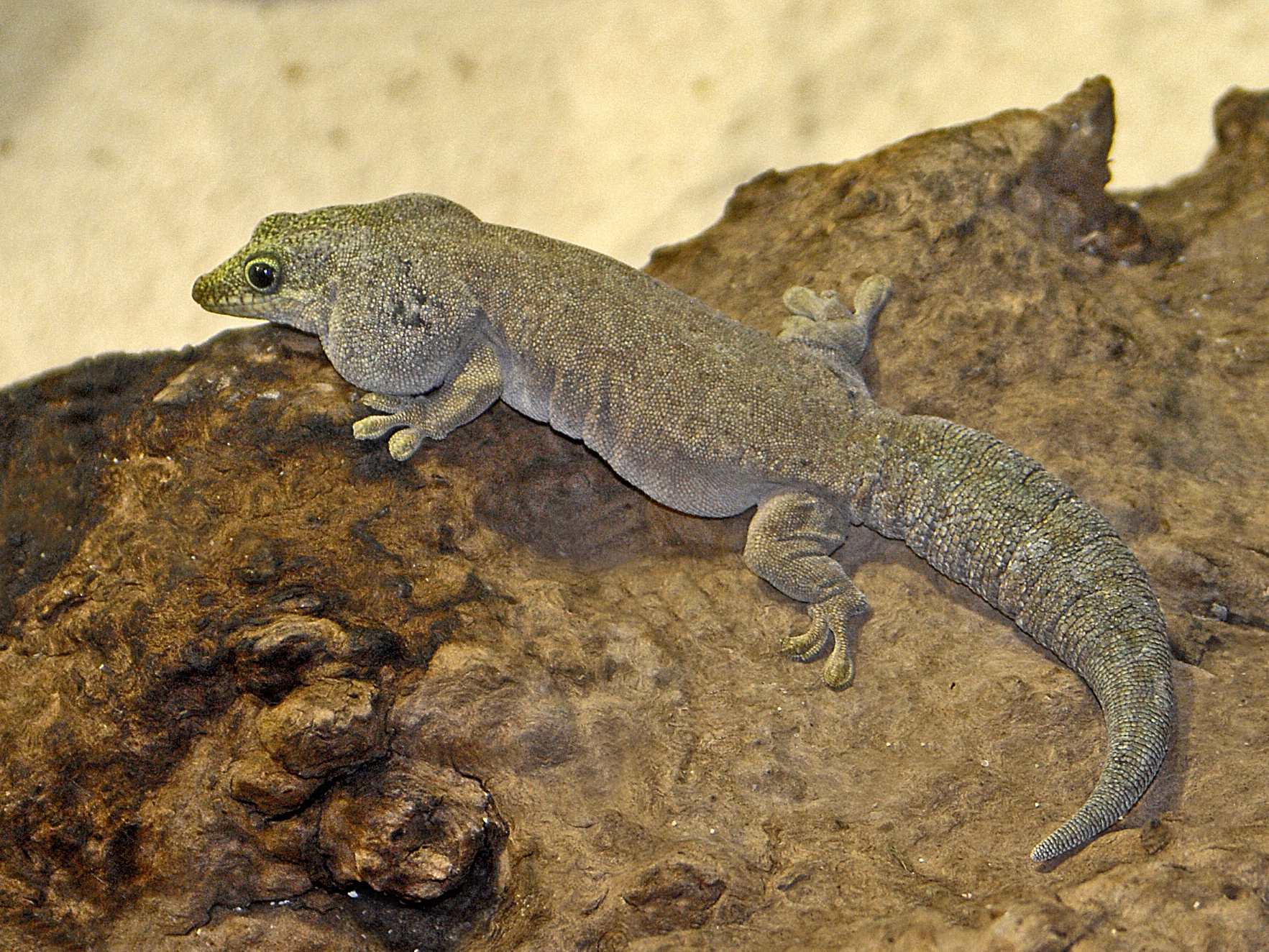
Vrouwtje van Phelsuma standingi met duidelijk verdikte kalkzak.

De endolymfatische zak, ook wel kalkzak genoemd, is een klier in de nek bij sommige hagedissen. Ze zijn te zien als twee 'bobbels' aan weerszijden van de nek. Hoewel de structuren doen denken aan een ontsteking of een tumor, wijst een vergrote kalkzak op een goede gezondheid.
Endolymfatische zakken komen onder andere voor bij veel gekko's. Het orgaan dient als reserveopslag voor calcium voor de aanmaak van de eieren. Vooral bij vrouwtjes zijn ze vaak goed te zien, ook mannetjes kunnen ze ontwikkelen als het voedsel rijk is aan calcium.
De vrouwtjes hebben veel kalk nodig voor de ontwikkeling van de eieren, en bij een tekort wordt calcium aan het eigen lichaam onttrokken. Dieren met een goed ontwikkelde endolymfatische zak hebben een calciumbuffer.